# Accipitrinae
Los accipitrinos (Accipitrinae) son una subfamilia de aves Accipitriformes de la familia Accipitridae que incluye azores y gavilanes, aves rapaces de tamaño mediano o pequeño.

## Características
En general, la diferencia entre azores y gavilanes reside únicamente en el tamaño, no indica ninguna relación de parentesco; las especies más grandes de la subfamilia se denominan azores, y las más pequeñas, gavilanes. Los primeros se distinguen por un tamaño notable, ojos de color fuego, dorso color pizarra y pecho barreado sobre un fondo blanco (aunque estas características varían según la especie) y una marcada ceja blanca sobre los ojos. Los Gavilanes, similares a los anteriores, son de inferior tamaño y constitución más liviana, y sus ojos son de un marcado color amarillo dorado.

## Historia natural
Son generalmente aves de bosque que cazan por arremetidas súbitas desde un posadero disimulado. Normalmente tienen alas cortas y redondeadas, la cola larga y una gran agudeza visual; estas adaptaciones le sirven para su vida forestal ya que les permiten volar con agilidad entre el ramaje de los árboles maniobrando hábilmente sin que las alas choquen contra el ramaje impidiéndoles el vuelo. Los azores, merced a su mayor tamaño, predan sobre cualquier mamífero o ave forestal, siendo sus presas aves como la becada, las palomas y los córvidos, o mamíferos tan diversos como la liebre, el conejo e incluso predadores como el armiño o la marta. Los gavilanes sin embargo, se decantan por aves como el cuco, el críalo, o córvidos como la urraca y arrendajo.
Tanto azores como gavilanes han sido usadas desde la antigüedad como aves de cetrería, aunque los nobles que las usaban debían tener diferente rango; el azor, más grande y poderoso, era reservado a los nobles de más alta categoría, mientras que el gavilán, más pequeño, ágil y discreto, era reservado a nobles inferior rango. Con el tiempo, tras el descubrimiento del Nuevo Mundo, estas rapaces se vieron desplazadas por las traídas a Europa desde Sudamérica o incluso desde Asia, cuyas capacidades predadoras eran superiores debidas a su hábitat de origen.

## Especies
| Género                                                 | Especie             | Nombres comunes                                                                    |
| Melierax                                               | M. metabates        | Azor lagartijero oscuro                                                            |
| Melierax                                               | M. canorus          | Azor lagartijero claro Azor canoro                                                 |
| Melierax                                               | M. poliopterus      | Azor lagartijero somalí Azor vocinglero gris                                       |
| Micronisus                                             | M. gabar            | Gavilán gabar Azor gabar                                                           |
| Urotriorchis                                           | U. macrourus        | Azor rabilargo                                                                     |
| Erythrotriorchis                                       | E. buergersi        | Azor de Bürgers                                                                    |
| Erythrotriorchis                                       | E. radiatus         | Azor rojo                                                                          |
| Megatriorchis                                          | M. doriae           | Azor de Doria                                                                      |
| Accipiter                                              | A. poliogaster      | Azor selvático Esparvero grande Esparvero pechigrís                                |
| Accipiter                                              | A. trivirgatus      | Azor moñudo Gavilán moñudo                                                         |
| Accipiter                                              | A. griseiceps       | Gavilán de Célebes Gavilán azorado                                                 |
| Accipiter                                              | A. toussenelii      | Azor de Toussenel Gavilán de pecho rojo                                            |
| Accipiter                                              | A. tachiro          | Azor tachiro                                                                       |
| Accipiter                                              | A. castanilius      | Gavilán dorsirrojo Azor dorsirrojo                                                 |
| Accipiter                                              | A. brevipes         | Gavilán griego                                                                     |
| Accipiter                                              | A. badius           | Gavilán chikra Gavilán shikra                                                      |
| Accipiter                                              | A. butleri          | Gavilán de Nicobar                                                                 |
| Accipiter                                              | A. soloensis        | Gavilán ranero                                                                     |
| Accipiter                                              | A. francesii        | Gavilán de Frances                                                                 |
| Accipiter                                              | A. trinotatus       | Gavilán colipinto Azor chico de cola moteada                                       |
| Accipiter                                              | A. fasciatus        | Azor australiano Gavilán australiano                                               |
| Accipiter                                              | A. novaehollandiae  | Gavilán variable Azor variable Azor blanco                                         |
| Accipiter                                              | A. melanochlamys    | Gavilán dorsinegro Gavilán rufinegro                                               |
| Accipiter                                              | A. albogularis      | Gavilán pío                                                                        |
| Accipiter                                              | A. rufitorques      | Gavilán de Fiji                                                                    |
| Accipiter                                              | A. haplochrous      | Gavilán de Nueva Caledonia                                                         |
| Accipiter                                              | A. henicogrammus    | Azor de las Molucas                                                                |
| Accipiter                                              | A. luteoschistaceus | Gavilán de Nueva Bretaña Azor chico azul y gris                                    |
| Accipiter                                              | A. imitator         | Gavilán imitador                                                                   |
| Accipiter                                              | A. poliocephalus    | Gavilán cabecigrís Gavilán de Nueva Guinea                                         |
| Accipiter                                              | A. princeps         | Azor de Nueva Bretaña                                                              |
| Accipiter                                              | A. superciliosus    | Gavilancito americano Azor menor americano Azor diminuto                           |
| Accipiter                                              | A. collaris         | Gavilancito torcaz Gavilán acollarado Azor acollarado Azor collarejo               |
| Accipiter                                              | A. erythropus       | Gavilancito patirrojo Azor chico patirrojo                                         |
| Accipiter                                              | A. minullus         | Gavilancito chico Azor menor africano                                              |
| Accipiter                                              | A. gularis          | Gavilán menor Gavilancito japonés Azor chico japonés                               |
| Accipiter                                              | A. virgatus         | Gavilán besra Azor chico índico                                                    |
| Accipiter                                              | A. nanus            | Gavilancito de Célebes Azor chico celebiano                                        |
| Accipiter                                              | †A. quartus         | (extinto)                                                                          |
| Accipiter                                              | A. brachyurus       | Gavilancito de Nueva Bretaña Azor chico de Nueva Bretaña                           |
| Accipiter                                              | A. erythrauchen     | Azor chico de las Molucas Azor de garganta gris                                    |
| Accipiter                                              | A. cirrocephalus    | Gavilán acollarado Azor chico acollarado                                           |
| Accipiter                                              | A. rhodogaster      | Gavilán pechirrojo Azor chico de pecho rojo                                        |
| Accipiter                                              | A. madagascariensis | Gavilán malgache Azor chico malgache                                               |
| Accipiter                                              | A. ovampensis       | Gavilán del Ovampo                                                                 |
| Accipiter                                              | A. nisus            | Gavilán común Gavilán vulgar                                                       |
| Accipiter                                              | A. rufiventris      | Gavilán papirrufo                                                                  |
| Accipiter                                              | A. striatus         | Gavilán americano Azor rojizo Gavilán de sierra Gavilán pajarero Azor cordillerano |
| Accipiter                                              | A. chionogaster     | Gavilán ventriblanco Gavilán pechiblanco                                           |
| Accipiter                                              | A. ventralis        | Gavilán andino                                                                     |
| Accipiter                                              | A. erythronemius    | Gavilán chico                                                                      |
| Accipiter                                              | A. cooperii         | Gavilán de Cooper Azor de Cooper                                                   |
| Accipiter                                              | A. gundlachi        | Gavilán cubano                                                                     |
| Accipiter                                              | A. bicolor          | Azor bicolor Esparvero variado                                                     |
| Accipiter                                              | A.chilensis         | Peuquito Gavilán chileno                                                           |
| Accipiter                                              | A. melanoleucus     | Azor negro Azor blanquinegro                                                       |
| Accipiter                                              | A. henstii          | Azor malgache Azor de Henst                                                        |
| Accipiter                                              | A. gentilis         | Azor común Azor septentrional Azor norteño Gavilán azor                            |
| Accipiter                                              | A. meyerianus       | Azor de Meyer                                                                      |
| †A. efficax                                            | (extinto)           |                                                                                    |
| En negrita, los nombres recomendados por SEO/BirdLife. |                     |                                                                                    |